# BANZAI!野球好き
BANZAI!野球好き（バンザイ・やきゅうずき）は2013年度から2014年度まで、日本プロ野球シーズンオフを利用してJ SPORTSで放送されていた野球トークバラエティ番組である。

## 概要
2012年度まで放送されていた「ガンバレ日本プロ野球!?」の体裁をリニューアルし、「日本のプロ野球の魅力をアピールする」ことを一つのテーマとして、その年度のシーズンで現役を退いた選手にスポットを当て、その選手の輝かしい業績を振り返り、またその選手のプライベートに迫るべく、金村義明がゲストとなる選手のやりたいことを形にするためにおもてなしをする。
2013年度～2014年度の2シーズンにかけて制作・放送されたが、2015年度以降は放送休止の状態が続いており、今後の処遇については未定。
番組テーマ曲には、”BANZAI”つながりでB'zの「BANZAI」が使用されている。

## 出演

### 司会
- 金村義明（野球解説者）

### ゲスト
所属球団はその年度当時

#### 2013年度
1. 石井一久（埼玉西武ライオンズ）［おもてなし：料理］[注釈 1]
2. 山﨑武司（中日ドラゴンズ）［おもてなし：ゴーカート］
3. 薮田安彦（千葉ロッテマリーンズ）［おもてなし：ボウリング］
4. 大忘年会編：廣瀬純、赤松真人、安部友裕（以上、広島東洋カープ）、森脇浩司監督、糸井嘉男（以上、オリックス・バファローズ）
5. 宮崎春季キャンプ編
6. 沖縄春季キャンプ編

#### 2014年度
1. 里崎智也（千葉ロッテマリーンズ）［おもてなし：バーチャルゴルフでドラコン対決］[注釈 2]
2. 高知秋季キャンプ編：森脇浩司監督、T-岡田、駿太（以上、オリックス・バファローズ ）［おもてなし：高級フグ料理フルコース］
3. 2014ドラゴンズファンフェスタ編（中日ドラゴンズ）
4. 中田廉、一岡竜司（以上、広島東洋カープ ）［おもてなし：鉄板焼フルコース］